# Seffiane
 (février 2025).
 (avril 2025).
Motif : Absence de sources secondaires centrées en nombre et qualité suffisants
- Archive Wikiwix
- Bing
- Cairn
- DuckDuckGo
- E. Universalis
- Gallica
- Google
- G. Books
- G. News
- G. Scholar
- Persée
- Qwant
- (zh) Baidu
- (ru) Yandex
- (wd) trouver des œuvres sur Wikidata

| 1. | Préciser le motif de la pose du bandeau. | Précisez le motif de la pose du bandeau en utilisant la syntaxe suivante : {{admissibilité à vérifier\|date=avril 2025\|motif=remplacez ce texte par le motif}}               |
| 2. | Informer les utilisateurs concernés.     | Pensez à avertir le créateur de l'article, par exemple, en insérant le code ci-dessous sur sa page de discussion : {{subst:avertissement admissibilité à vérifier\|Seffiane}} |

Les Seffiane (en arabe : سفيان), ou encore Sefiane ou même Sofyan (dans de vieilles archives), sont une tribu arabe du Gharb marocain, au nord de la ville de Kénitra.

## Origines
Ils sont issus de la confédération tribal arabe des Jochem, qui, avec les Banu Hilal a immigré au Maghreb vers le XIe siècle,. Ils sont voisins et cousins de la tribu Khlot.
Les Seffianis sont divisés en deux grandes tribus : 
- Awlad Mata'
- Awlad Jarmoun

## Histoire
Les Sefianes viendront au Maroc sous l'égide de Ya'qub al-Mansur et seront originellement dans la région de la Tamesna (ancienne Chaouïa), mais suite à des querelles avec leurs cousins, les Khlot, dû à des différents dans la préférence des sultans almohades, ils devront alors s'exiler dans la région du Souss. Ils finiront par la suite, pour une grande partie d'entre eux, à émigré à l'époque des mérinides dans leur région actuelle, la côte atlantique du Gharb.

## Personnalités
- Jelloul Rogui, insurgé contre le roi au Maroc, issu de la fraction des Rougha, il donna son nom « Roghi » à tous les insurgés marocains[4]. Dont le plus iconique Rogui Bou Hmara .
- Sidi Mohamed ben Aissa as-Sefyani, cheikh soufie, d'ascendance idrissides, installé parmi les Seffian[5],[6].
- Cheikh Jarmoun ibn Aissa, ancien cheikh de la tribu des Seffiane, connu avec ses descendants[réf. nécessaire] : 
  - "Abu Zammam" Ubayd'Allah ibn Jarmoun ibn Aissa[7]
  - Kanoun ibn Jarmoun ibn Aissa[8]
    - Mas'ud ibn Kanoun ibn Jarmoun[8]

  - Ya'qub Ibn Jarmoun ibn Aissa[9]
    - Abd ar-Rahman ibn Ya'qub ibn Jarmoun[10]

### Oulémas et Savant
Les Seffiane ont donné beaucoup de savants, surtout a Fès, tel que : 
- Ali ibn Muhammad al-Seffiani
- Abu Ali al-Hassan ibn Ibrahim al-Seffiani
- Abu Abd'Allah Muhammad ibn Isa Al-Seffiani
- Abu al-Qasim ibn Ahmed al-Seffiani
- Muhammad ibn Isa Al-Seffiani Al-Mujtari